# Melvin Frazier
Melvin Jamon Frazier jr. (New Orleans, 22 febbraio 1995) è un cestista statunitense.

## Carriera
È stato selezionato dagli Orlando Magic al secondo giro del Draft NBA 2018 (35ª scelta assoluta).

## Statistiche

### College
| Anno      | Squadra        | PG | PT | MP   | TC%  | 3P%  | TL%  | RP  | AP  | PRP | SP  | PP   |
| --------- | -------------- | -- | -- | ---- | ---- | ---- | ---- | --- | --- | --- | --- | ---- |
| 2015-2016 | Tulane G. Wave | 34 | 11 | 19,5 | 40,1 | 28,6 | 51,6 | 3,1 | 0,7 | 0,9 | 0,3 | 5,2  |
| 2016-2017 | Tulane G. Wave | 30 | 28 | 30,2 | 43,8 | 26,4 | 66,7 | 4,6 | 1,5 | 1,9 | 0,5 | 11,5 |
| 2017-2018 | Tulane G. Wave | 30 | 30 | 34,4 | 55,6 | 38,5 | 71,2 | 5,6 | 2,9 | 2,2 | 0,7 | 15,9 |
| Carriera  | Carriera       | 94 | 69 | 27,7 | 48,1 | 31,2 | 65,3 | 4,4 | 1,7 | 1,6 | 0,5 | 10,6 |

### NBA

#### Regular Season
| Anno      | Squadra          | PG | PT | MP   | TC%  | 3P%  | TL%  | RP  | AP  | PRP | SP  | PP   |
| --------- | ---------------- | -- | -- | ---- | ---- | ---- | ---- | --- | --- | --- | --- | ---- |
| 2018-2019 | Orlando Magic    | 10 | 0  | 4,4  | 33,3 | 0,0  | 25,0 | 0,5 | 0,1 | 0,1 | 0,0 | 1,5  |
| 2019-2020 | Orlando Magic    | 19 | 0  | 6,6  | 44,1 | 50,0 | 50,0 | 0,5 | 0,2 | 0,5 | 0,1 | 2,1  |
| 2021-2022 | Oklahoma Thunder | 3  | 0  | 40,0 | 27,1 | 4,8  | 71,4 | 4,3 | 0,3 | 0,3 | 0,0 | 10,7 |
| Carriera  | Carriera         | 32 | 0  | 9,1  | 34,0 | 20,9 | 53,3 | 0,9 | 0,2 | 0,3 | 0,1 | 2,7  |

#### Playoffs
| Anno     | Squadra       | PG | PT | MP  | TC%  | 3P% | TL%  | RP  | AP  | PRP | SP  | PP  |
| -------- | ------------- | -- | -- | --- | ---- | --- | ---- | --- | --- | --- | --- | --- |
| 2019     | Orlando Magic | 3  | 0  | 5,0 | 40,0 | -   | 50,0 | 1,3 | 0,0 | 0,3 | 0,0 | 1,7 |
| Carriera | Carriera      | 3  | 0  | 5,0 | 40,0 | -   | 50,0 | 1,3 | 0,0 | 0,3 | 0,0 | 1,7 |

### G League
| Anno      | Squadra         | PG  | PT  | MP   | TC%  | 3P%  | TL%  | RP  | AP  | PRP | SP  | PP   |
| --------- | --------------- | --- | --- | ---- | ---- | ---- | ---- | --- | --- | --- | --- | ---- |
| 2018-2019 | Lakeland Magic  | 18  | 18  | 30,0 | 44,6 | 38,5 | 69,1 | 4,7 | 1,7 | 1,6 | 0,2 | 12,2 |
| 2019-2020 | Lakeland Magic  | 23  | 23  | 37,0 | 50,5 | 33,0 | 65,5 | 6,6 | 2,4 | 2,2 | 0,6 | 18,1 |
| 2020-2021 | Oklahoma Blue   | 12  | 0   | 20,7 | 37,8 | 37,1 | 70,0 | 3,4 | 1,8 | 1,1 | 0,1 | 6,8  |
| 2021-2022 | Oklahoma Blue   | 33  | 20  | 26,4 | 51,7 | 38,2 | 66,7 | 3,5 | 1,6 | 1,4 | 0,4 | 12,4 |
| 2021-2022 | Iowa Wolves     | 17  | 16  | 37,5 | 42,9 | 32,3 | 83,8 | 9,0 | 2,9 | 1,6 | 1,1 | 14,5 |
| 2022-2023 | Raptors 905     | 13  | 1   | 20,3 | 44,1 | 18,2 | 73,3 | 3,9 | 1,4 | 1,5 | 0,2 | 6,4  |
| 2022-2023 | Westch. Knicks  | 26  | 9   | 30,1 | 51,5 | 40,0 | 83,3 | 7,5 | 2,0 | 1,4 | 0,4 | 12,5 |
| 2023-2024 | Del. Blue Coats | 45  | 38  | 29,2 | 48,5 | 32,2 | 60,9 | 7,3 | 2,0 | 1,6 | 0,4 | 10,0 |
| Carriera  | Carriera        | 187 | 125 | 29,5 | 48,1 | 34,5 | 70,7 | 6,0 | 2,0 | 1,6 | 0,4 | 11,9 |